# 斯平玛斯特
斯平玛斯特（ 英語：Spin Master）创立于1994年，总部位于加拿大，是跨国玩具及娱乐产品公司，為全球用户设计，研发，生产玩具及儿童用品，于2015年在多伦多证券交易所上市，股票代码TSX：TOY。
Spin Master 旗下品牌包括爆丸（Bakugan）、Hatchimals、Air Hogs、汪汪队立大功(PAW Patrol)、Aquadoodle、TGR、Tech Deck及Zoomer Dino。Spin Master全球雇员超过1000人，总部位于加拿大安大略省多伦多，并在全球各地设立了分支机构，如：美国、墨西哥、法国、意大利、英国、斯洛伐克、德国、瑞典、荷兰、中国大陸、香港、日本及澳大利亚。
自2005年起，Spin Master共获得美国玩具工业协会（TIA）63项提名及16项涵盖多个领域的年度玩具奖项（TOTY），包括2015年“年度玩具”的奖项得主Zoomer Dino。另外，Spin Master还获得了12项创新玩具提名。截至2021年，PAW Patrol的兩個角色阿奇警犬和毛毛消防犬是公司的吉祥物。

## 历史
1994年， Ronnen Harary、Anton Rabie及Ben Varadi這三個加拿大西安大略大学毅伟商学院的伙伴以一万美元起步，成立了Spin Master。 公司的第一款产品：Earth Buddy ，一款由购自Kmart的丝袜和草种组成的产品诞生了，在这个长得像脑袋的产品上浇一些水，过几天就会发芽出来。Earth Buddy销售共超过26000个。
1998年，Spin Master向市场推出了Air Hogs 品牌及其首个产品Sky Shark.  Sky Shark的原型是由发明家John Dixon 和 Peter Manning制作的的户外飞机，使用发泡材料做机身，压缩空气为动力。Spin Master 投入超过50万美金，並历经两年的不断改良，之後将此产品投入市场；在接下来的几年里，该产品线创造了超过1亿美金的销售收入。
Spin Master 历史上最有价值的产品是爆丸，一个由游戏卡片与变形后可展现动画形象的球形玩具组成的产品线。Spin Master与世嘉公司联合开发该产品线并通过动画片“爆丸战士”将该产品线引入市场；爆丸系列产品销售额达10亿美金。
2007年，Spin Master启动了Spin Master Entertainment（斯平玛斯特娱乐），并开始了媒体运作。该分支机构致力于制作全球性的娱乐产品，包括形象，内容等。Spin Master已经创作了5套电视剧系列，包括2007年的Bakugan Battle Brawlers（爆丸战士）及当前在全球超过160个国家和地区播放的PAW Patrol，2014年Spin Master Entertainment 开始了新剧TGR的播放。
2016年，Ohio Art Company（俄亥俄艺术公司）宣布将Etch A Sketch及 Doodle Sketch 品牌出售给Spin Master 
。

## 旗下品牌
- Air Hogs
- Aquadoodle
- Kinetic Sand
- PAW Patrol
- Little Charmers
- Meccano
- Sick Bricks
- Flutterbye Fairy
- Spin Master Games
- Spy Gear
- Tech Deck
- Zoomer
- Cool Brands
- Bunchems
- Etch A Sketch
- Editrice Giochi
- Bakugan
- Hatchimals
- Monster Jams